# Slide (technika gry)

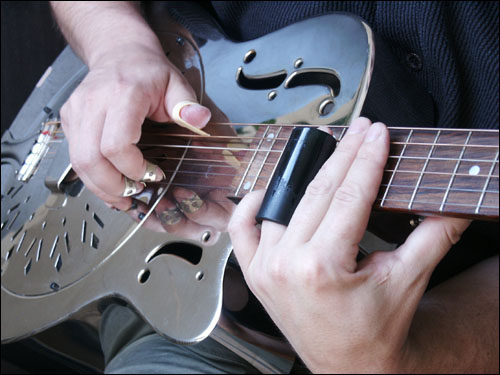
Metalowy slide używany do gry na gitarze rezofonicznej

Slide, bottleneck – technika gry na gitarze (lub innych instrumentach strunowych) używana głównie w muzyce bluesowej w grze na gitarze akustycznej lub rezofonicznej oraz (rzadziej) w country (gitara hawajska). Pozwala na grę techniką glissando oraz umożliwia użycie efektu vibrato. Terminem slide nazywa się również wykonaną z metalu, szkła lub mosiądzu tulejkę przeznaczoną do tego rodzaju gry. Wielu muzyków z powodu braku profesjonalnej tulei, lub chęci uzyskania innego brzmienia używało innych przedmiotów, np. noży, butelek. Angielska nazwa lap steel guitar, co oznacza gitarę trzymaną na kolanach odnosi się do gitary hawajskiej, jednak muzycy bluesowi używali trzymając na kolanach również gitary akustyczne i rezofoniczne.
Pierwszym znanym muzykiem, który używał tej techniki w swoich utworach był bluesman, Sylvester Weaver - najwcześniejsze jego nagrania pochodzą z 1923. Używali go również m.in. Blind Lemon Jefferson, Bo Weavil Jackson, Blind Willie McTell, Curley Weaver, Charley Patton, King Solomon Hill, Son House, Bukka White, Robert Johnson, Robert Nighthawk, Elmore James, Muddy Waters. W późniejszych latach techniki używali m.in. Mick Taylor i Keith Richards z The Rolling Stones, Jimi Hendrix, Eric Clapton, Ry Cooder, oraz Duane Allman z The Allman Brothers Band, który używał do tego celu pustej butelki po lekarstwie Coricidin.

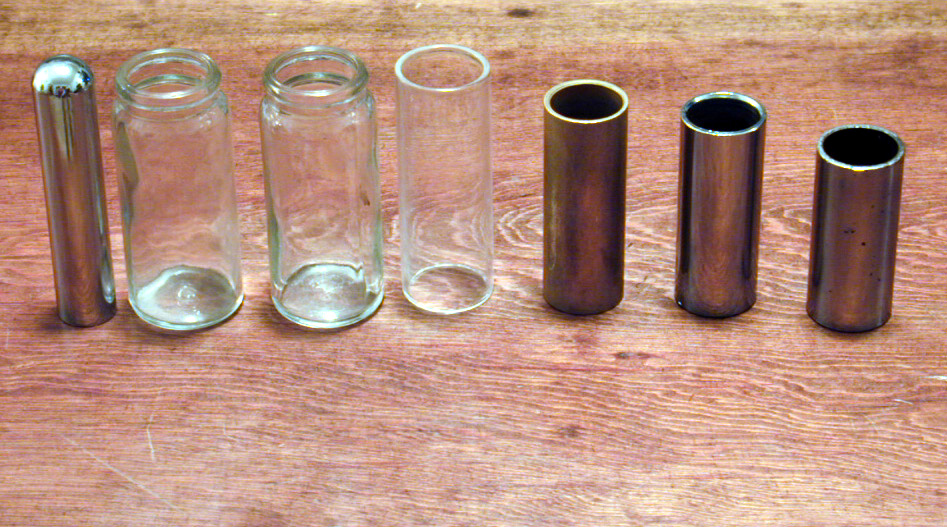
Różne rodzaje slidów, w tym dwie oryginalne butelki po leku Coricidin z lat 60., których używał m.in. Duane Allman

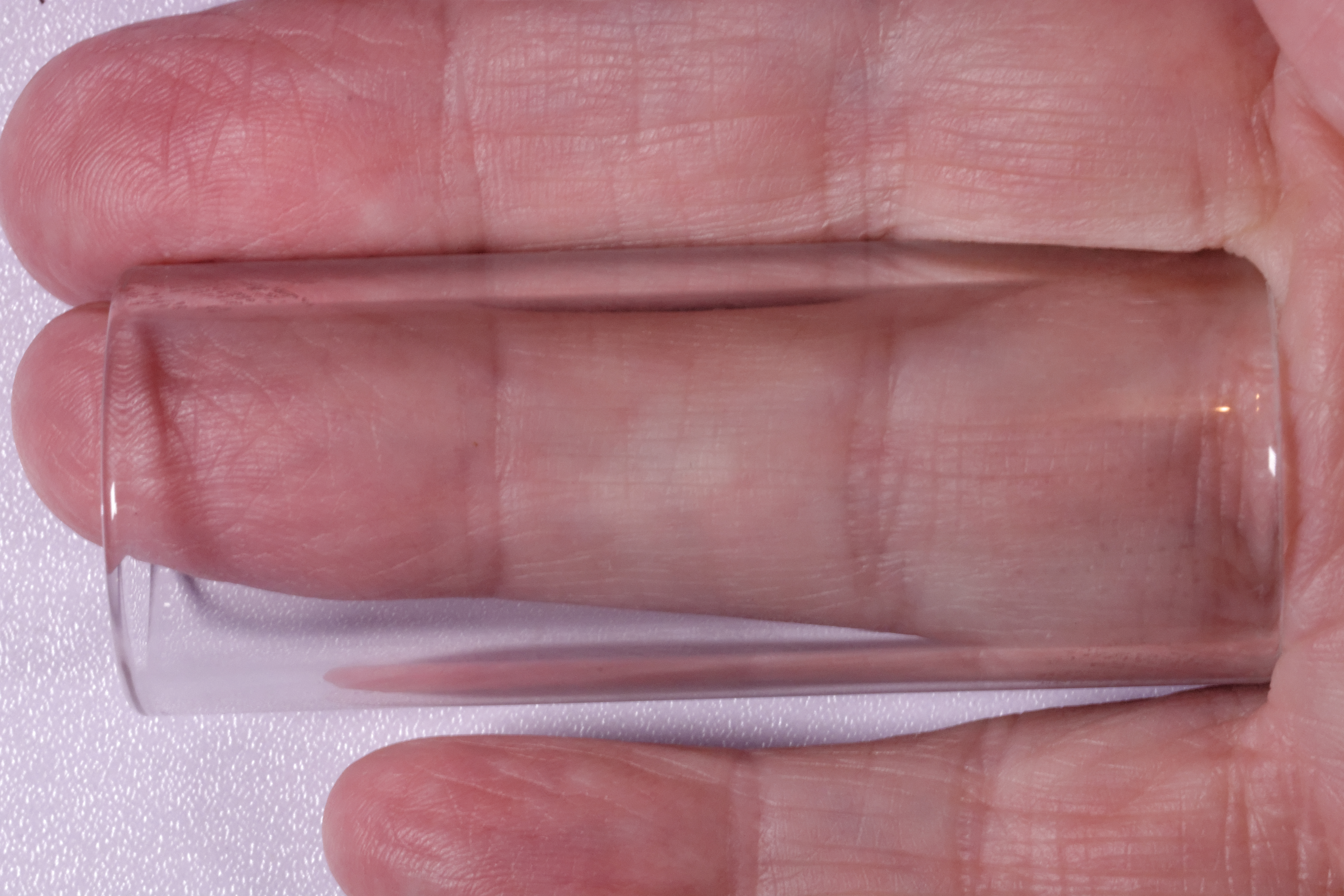
Szklany slide